# Hugo Boss
 (juillet 2020).
Si vous disposez d'ouvrages ou d'articles de référence ou si vous connaissez des sites web de qualité traitant du thème abordé ici, merci de compléter l'article en donnant les références utiles à sa vérifiabilité et en les liant à la section « Notes et références ».
Pour les articles homonymes, voir Hugo Boss (homonymie).
Hugo Boss AG est un groupe international de mode, basé en Allemagne.
Il a été fondé en 1924 par Hugo Ferdinand Boss. Dans les années 1930, il bénéficie de nombreuses commandes de costumes militaires de la part du régime nazi. Le fondateur tombe en disgrâce après la guerre, puis est partiellement réhabilité, mais il meurt peu après et la firme est transmise à sa famille : d’abord son gendre puis deux petits-fils à la fin des années 1960. Elle se développe surtout à partir des années 1970 et 1980 grâce à des actions commerciales et publicitaires judicieuses.

## Présentation
Le groupe est racheté en 2007 par le fonds d'investissement britannique Permira, spécialisé dans le prêt-à-porter, puis revendu en 2015.
Hugo Boss est une marque de mode masculine principalement. Notamment, elle vend en 2012 un costume sur six dans le monde ; elle est commercialisée dans plus d'une centaine de pays avec plusieurs centaines de boutiques gérées en propre et un millier de franchisés.

## Histoire

### Hugo Ferdinand Boss

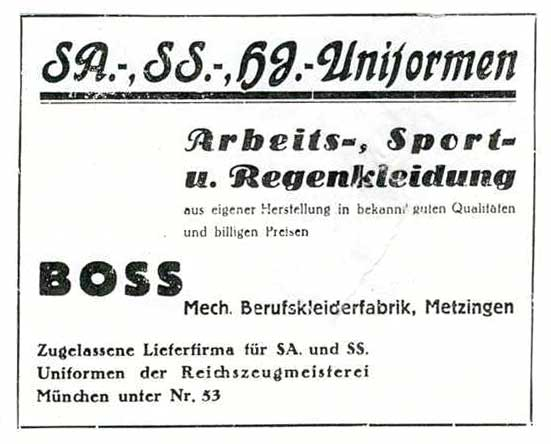
Publicité de 1933 pour des uniformes nazis.

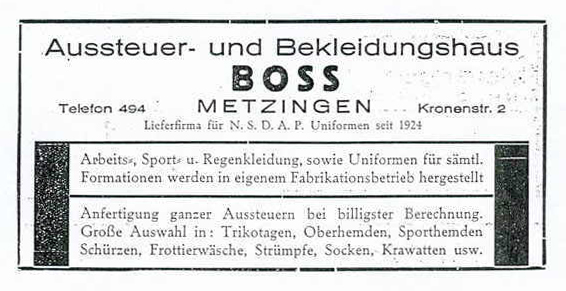
Publicité (probablement mensongère) de 1934 affirmant que la société fournit des uniformes nazis depuis 1924.

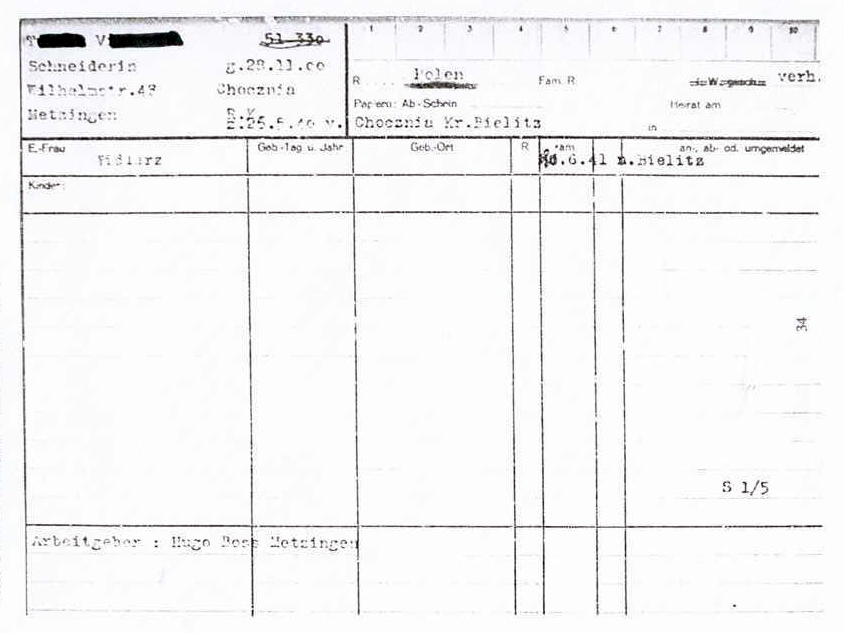
Extrait de registre de résidence concernant un travailleur forcé polonais assigné à la société.

En janvier 1924, le tailleur Hugo Boss établit un petit atelier de confection au 2 Kronenstrasse à Metzingen, petite ville au sud de Stuttgart dans l'État du Wurtemberg, en Allemagne. Le régime de la république de Weimar est alors marqué par une grave crise économique et une inflation galopante consécutives à la défaite de la Première Guerre mondiale. L'atelier, qui compte 33 employés en 1925, produit des coupe-vent, du linge, des chemises d'homme, puis bientôt des vêtements de travail, des vêtements de sport et des imperméables. La crise de 1929 fait tomber les effectifs à 25 personnes, l'atelier ne fabriquant plus que des tenues de chasse, des costumes régionaux, des vestes de cuir, des manteaux de caoutchouc ou des bleus de travail. Hugo F. Boss maintient son activité grâce à un accord conclu avec ses créanciers, comportant la location de six machines à coudre, et grâce au soutien de certains de ses ouvriers qui acceptent de travailler avec des salaires réduits.

### Hugo Boss et le régime nazi
Dès 1931, Hugo Ferdinand Boss adhère au Parti national-socialiste des travailleurs allemands auquel il fait quelques libéralités, ce qui le fait reconnaître comme « membre bienfaiteur de la SS ». De 1931 à 1945 (fin de la Seconde Guerre mondiale), Hugo F. Boss contribue à la production des uniformes militaires du Troisième Reich, tout d'abord pour la première milice d'Hitler, les chemises brunes (la SA), puis pour la SS, les Jeunesses hitlériennes et la Wehrmacht.
Une publicité des années 1930 qui affirmait que l'entreprise était fournisseur d'uniformes militaires depuis 1924 a été contestée par Elisabeth Timm, historienne allemande mandatée pour des recherches sur l'entreprise, qui estimait que cela n'était probable qu'à partir de 1928-1929 et certain uniquement à compter de 1934, quand il devient fournisseur officiel. Les recherches faites en 2000 par Roman Köster, autre historien recruté pour étudier l'histoire de l'entreprise, confirment qu'Hugo Boss était bien fournisseur de vêtements militaires dès 1924 à l’époque de la république de Weimar. Ses ventes augmentent, entre 1932 et 1941, passant de 38 260 reichsmarks à plus de 3 300 000 reichsmarks, ses profits évoluant sur la même période de 5 000 à 241 000 reichsmarks.
Pour faire face à la demande durant les dernières années de la guerre, Hugo Boss emploie trente à quarante prisonniers de guerre et recrute environ cent cinquante travailleurs forcés, polonais et français pour la plupart.
Selon l'historien allemand Henning Kober, les dirigeants de la société étaient des « nazis déclarés », « les Boss étaient tous de grands admirateurs d'Adolf Hitler » et Hugo Boss lui-même avait dans son appartement en 1945, une photographie en compagnie de Hitler prise dans la résidence bavaroise de ce dernier. L'entreprise de Hugo F. Boss compte 324 ouvriers en 1944. Après la guerre, Hugo Ferdinand Boss est déclaré « opportuniste du Troisième Reich », est sanctionné par une « très lourde amende » (100 000 marks) et est privé de ses droits civiques. À sa mort en 1948, la société passe aux mains de son gendre Eugen Holy.
L'entreprise finance, dans les années 2000, les travaux de Roman Köster, historien de l'économie de l'université de l'armée fédérale de Munich qui étudie le passé de l'entreprise de 1924 à 1945. Cette étude fait l'objet d'un ouvrage publié fin 2011 : Hugo Boss 1924-1945, l'histoire d'une usine d'habillement pendant la république de Weimar et le IIIe Reich. Ces travaux montrent que l'entreprise a été sauvée de la faillite en 1931 par un premier gros contrat du Parti nazi, qu'Hugo Boss avait adhéré à ce parti non par opportunisme, mais par conviction, mais qu'il n'était pas, comme la rumeur le prétendait aux États-Unis, le couturier préféré d'Hitler. L'étude indique que l'entreprise employa cent quarante travailleurs forcés et quarante prisonniers de guerre français. Elle conclut que ces « travailleurs étaient plutôt mieux nourris et payés qu'ailleurs » mais note que pendant cette période de la fin de la guerre, quatre travailleurs forcés sont morts de mort naturelle et qu'une travailleuse polonaise s'est suicidée. La société Hugo Boss a publié sur son site web « ses profonds regrets » auprès de ses travailleurs et prisonniers de guerre.

### Les démêlés avec l'Association des survivants de la Shoah
En 1997, le nom de la société réapparaît dans une liste de comptes suisses dormants, ce qui déclenche la publication de plusieurs articles de presse sur l'implication nazie de Hugo Boss,,. En 1999, plusieurs plaintes sont introduites aux États-Unis devant des tribunaux de l'État du New Jersey par l'association des survivants de la Shoah et de leur famille pour se faire indemniser du travail forcé chez Boss pendant la guerre,. La société ne fait aucun commentaire sur ces plaintes, mais réitère une déclaration antérieure selon laquelle elle ne « fermerait pas les yeux sur son passé mais aborderait ces sujets d'une manière ouverte et franche ». Elle charge de faire des nouvelles recherches l'historienne allemande Elisabeth Timm qui se plaindra à la presse de ne pas avoir pu accéder à toutes les archives privées de l'entreprise avant 1945 et que celle-ci n'ait pas voulu publier le résultat de ses recherches.
Après la révélation du passé nazi du couturier par le Washington Post en 1997, le groupe a commandé à une historienne américaine une étude sur les activités de la firme pendant la guerre et jusqu'à la fin des années 1990. En décembre 1999, une transaction intervient dans le contexte d'un recours collectif devant des tribunaux américains, entre le Gouvernement allemand et un groupe d'avocats américains de l'association des survivants de la Shoah et de leurs familles pour établir un fonds d'une valeur de cinq milliards de dollars, financé à parts égales par le Gouvernement allemand et par des entreprises industrielles allemandes, afin d'indemniser les travailleurs forcés du régime nazi. Hugo Boss accepte de participer à ce fonds, pour un montant estimé par Henning Korber à « environ 752 000 euros », Hartmut Bomhoff estimant que la société a « payé le minimum absolu au fonds de compensation ».

### Les frères Holy: 1967-1992
L'entreprise ne connaît qu'un développement modéré jusqu'à la fondation du groupe Hugo Boss en 1970 par ses petits-fils Uwe (né en 1940) et Jochen Holy (né en 1942) qui développent le prêt-à-porter masculin. Alors que Jochen reste au contact des dernières tendances, Uwe développe la stratégie marketing de Hugo Boss. À l'époque où Hugo Boss entre sur ce marché, les fabricants allemands de vêtements pour hommes pratiquent des prix de plus en plus bas pour augmenter leurs parts dans un marché qui se réduit. Tous ont modernisé leurs usines et augmenté leur capacité de production pour satisfaire la demande en plein boom économique national. Mais la courte récession de 1966 marque la fin du miracle économique allemand.
Avec les frères Holy, Hugo Boss commence à fabriquer des costumes pour hommes bruns, bleus, verts ou noirs. Les tissus résistants et de bonne qualité sont fabriqués à Metzingen par la société Gaenslen & Voelter. Les prix plus élevés que la moyenne, la coupe plus jeune que le costume de l'establishment allemand de l'époque rendent la marque plus populaire.
Les costumes pour hommes allemands étaient traditionnellement coupés dans des tissus lourds et raides. À la fin des années 1960, Hugo Boss lance de nouvelles collections de costumes dans des tissus italiens de grande qualité et légers, avec des couleurs et des coupes plus à la mode.
Dans les années 1970, Hugo Boss commence à pratiquer des prix plus élevés pour ses nouvelles lignes les plus attractives. Le designer Werner Baldessarini, principal créateur des codes modernes de la marque, est recruté. À la même époque, la société est l'une des premières société de confection à délocaliser sa production à l'étranger, un mouvement qui concernera plus tard quasiment toute la production textile allemande. Les frères Holy conquièrent de nouveaux marchés étrangers et augmentent les bénéfices de l'entreprise. À partir de 1972, ils développent la notoriété de leur société en utilisant le sponsoring sportif dans la Formule 1, le golf et le tennis. En 1976, l'entreprise développe son activité aux États-Unis. D'abord inconnue du grand public, elle est popularisée en employant des acteurs célèbres comme Sylvester Stallone, le tennisman Björn Borg, des acteurs de Miami Vice ou le chanteur Michael Jackson qui portait un costume en lin blanc Hugo Boss sur la couverture de l'album Thriller.
En 1980, Hugo Boss atteint les 100 millions DM de chiffre d'affaires. En 1985, les frères Holy introduisent en Bourse leur société. En 1986, Hugo Boss vaut davantage que tous les fabricants allemands de prêt-à-porter réunis. En 1987, la société rapporte 500 millions DM par an, atteignant presque 1 milliard DM à la fin de la décennie.
À l'apogée de son succès, en 1989, les frères Holy vendent 67 % de leurs actions au groupe japonais Leyton House, mais ils demeurent très impliqués dans le management de la société. Le propriétaire de Leyton House, Akira Akagi, se retrouve rapidement impliqué dans des enquêtes anti-fraudes et revend en 1991 sa participation dans Hugo Boss à la société italienne Marzotto SpA (aujourd'hui Valentino Fashion Group). En 1993, les frères Holy se retirent du management de Hugo Boss, et revendent la majorité de leurs actions dans la société trois ans plus tard. Ils restent propriétaires de deux magasins à Munich et à Stuttgart, spécialisés dans les vêtements de créateur pour hommes, et faisant partie de Hugo Boss Group.

### L'époque Littmann: 1993-1997
En 1993, l'action Hugo Boss s'échange à moins de la moitié de sa valeur par rapport à l'époque de la vente partielle à Leyton House. L'industrie de la mode est alors aux prises avec la récession entamée en 1992. Les consommateurs diminuent leurs dépenses d'habillement, les ventes baissent notamment dans le secteur de la mode masculine. De plus, l'augmentation des coûts de personnel et la dévaluation de plus de 20 % de la lire italienne avantagent nettement les designers italiens.
Par ailleurs, les consommateurs changent leurs priorités au début des années 1990. L'époque des golden boys, de la consommation ostentatoire qui a marqué les années 1980 cède la place à une « nouvelle modestie » qui privilégie les valeurs-refuges du travail en équipe et de la famille.
En 1993, Marzotto SpA fait un pas dans cette nouvelle direction en engageant Peter Littmann au poste de PDG de Hugo Boss. D'origine tchèque, cet Allemand de 46 ans, titulaire d'un doctorat en business administration de l'université de Cologne a une expérience de la vente internationale des textiles, dans le domaine des tapis.
Littmann définit une approche marketing plus élaborée en lançant deux nouvelles lignes de vêtements à côté de la ligne Boss, le tout au sein de la marque Hugo Boss. La première de ces nouvelles lignes sera Hugo qui vise les jeunes actifs. Le costume Hugo est vendu 10 % moins cher que le costume Boss dont le prix est alors compris entre 500 et 800 $. La seconde nouvelle ligne est appelée Baldessarini, du nom du directeur artistique de Hugo Boss pendant de nombreuses années.
La stratégie des trois marques est mise en œuvre par trois équipes différentes : le développement des produits, les ventes et les réseaux de distribution. Pour accentuer cette distinction, les détaillants doivent se limiter à ne vendre que celle des trois lignes capables d'attirer la majeure partie de leur clientèle. Cette restriction entraîne des résistances parmi les détaillants. Pour élargir leur clientèle, d'autres designers, comme Armani, vendent leurs produits sous un seul nom, mais à différents niveaux de prix dans le même magasin. Littmann entend cependant empêcher la dilution et le manque de lisibilité de nouvelles lignes.
Littmann lance l'idée des trois marques au cours de son premier conseil d'administration en mars 1993 et presse l'équipe dirigeante de Hugo Boss de boucler l'opération en 3 mois au lieu d'un an. Les trois lignes Hugo Boss sont présentées devant 3 000 personnes à Cologne à l'été 1993. Au cours des années suivantes, les labels sont multipliés avec Boss Golf, Boss Sport et Boss Black Label.
Les coûts de production sont réduits de 70 à 90 % en délocalisant la moitié de la production restée en Allemagne, principalement en Europe de l'Est. La production nationale ne représente alors plus qu'un cinquième de la production totale. L'assemblage d'un costume reste cependant une tâche assez complexe nécessitant habileté et expérience. Bien qu'à cette époque l'entreprise ne possède pas la plupart de ses usines, la société forme des ouvriers en République tchèque, en Slovaquie et en Roumanie. Seules quelques couturières allemandes mieux qualifiées réalisent les opérations les plus délicates, comme la couture des manches de veste, dans l'usine de la société à Metzingen.
Littmann se concentre également sur la diffusion globale de la marque, avec une filiale implantée à Hong Kong et plusieurs magasins Hugo Boss ouverts à Tokyo. À la fin de 1996, près des deux tiers des ventes sont réalisées à l'étranger. Les États-Unis représentent un cinquième du total.
Après ses nombreux succès, le départ de Peter Littmann du poste de PDG en 1997 provoque la surprise. La société invoque un désaccord sur la direction stratégique de Hugo Boss, mais les rumeurs font état de relations difficiles entre Littmann et le nouveau PDG de Marzotto SpA Jean de Jaegher. Joachim Vogt, membre du conseil d'administration chargé de la production et de la logistique depuis 1990, devient PDG en février 1997. Deux autres cadres dirigeants rejoignent la société en même temps. Massimo Suppancig, l'ancien vice-président chargé du marketing et du développement de la maison de couture Escada basée à Munich, devient directeur général de la division femmes de Hugo Boss. Aux États-Unis, l'ancien président et PDG de Calvin Klein, Marty Staff, devient le nouveau dirigeant de la filiale Hugo Boss USA.

### L'époque Baldessarini: 1997-2001
La direction de Joachim Vogt ne dure qu'un an et demi. Il optimise les processus de production et la logistique. En novembre 1998, la direction de Hugo Boss annonce officiellement qu'elle désavoue les objectifs stratégiques de Vogt et qu'elle le remplace par Werner Baldessarini. Le designer et responsable marketing de 55 ans, qui a rejoint la société en 1975, ne possède pas de formation générale en business administration, mais il est membre du conseil d'administration du groupe depuis 1988.
Après la prise de fonction de Baldessarini, l'action de Hugo Boss continue à stagner malgré l'augmentation des ventes et des bénéfices. Les marchés ne réagirent que lorsque le PDG annonça son ambition de faire de Hugo Boss un groupe global. Les produits Hugo Boss se développent à cette époque jusqu'à inclure le sportswear masculin, les chemises et des accessoires sous licence comme les cravates et les lunettes de soleil. Cependant, la collection classique de costumes Hugo Boss rapporte encore près de 90 % des bénéfices du groupe. La nouvelle collection printemps/été 2000 est présentée d'abord à Florence, et non à Cologne comme à l'ordinaire.
Baldessarini a beaucoup augmenté le nombre de distributeurs. La marque est disponible dans 92 pays. En 1999 et 2000, 130 nouveaux magasins Hugo Boss ouvrent, portant le nombre de boutiques à 300. Aux États-Unis, second marché du groupe après l'Allemagne, rapportant près de 100 M$, Hugo Boss dispose de 13 boutiques sous franchise et de 9 autres dans de grands magasins. En deux ans, 23 nouvelles boutiques sont ouvertes, comme à Paramus (New Jersey), King of Prussia (Pennsylvanie) ou le Mall of America à Bloomington, Minnesota. En avril 2001, la société ouvre l'un de ses plus grands lieux de vente des États-Unis sur la 5e avenue à New York.
L'entreprise développe de nouvelles activités avec des animations en boutiques, des séminaires de communication ou la livraison d'articles à l'hôtel et au bureau.
La ligne Hugo Boss bénéficie d'une couverture médiatique à Hollywood avec les films L'Arme fatale 4, Godzilla et The Professionals. Depuis 1984, la compagnie sponsorise l'écurie de Formule 1 McLaren et plusieurs golfeurs de niveau international. La nouvelle stratégie promotionnelle met également l'accent sur les arts et la culture, en sponsorisant la tournée de stars du hip-hop et la première du film Charlie's Angels en 2000.
En décembre 2001, Baldessarini annonce son intention de quitter son poste de PDG et le conseil d'administration à expiration de son contrat de cinq ans en 2002, tout en restant disponible en tant que consultant artistique. Sous son mandat, les ventes de Hugo Boss ont progressé annuellement de 18 à 22 %. L'action de la société cotée à la Bourse de Francfort a doublé de valeur depuis 2000.

### L'époque Sälzer: 2002-2008
Le groupe Marzotto scinde ses activités textile dans un nouveau groupe, le Valentino Fashion Group (Hugo Boss représente 75% du chiffre d'affaires du nouveau groupe), introduit en bourse en juillet 2005. En 2007, Hugo Boss vend la marque Baldessarini, à son créateur Werner Baldessarini. La marque Boss Selection la remplace.
En 2000, la marque crée sa première collection de prêt-à-porter féminin. Pour cela, un studio de création indépendant est créé à Milan et confié à une styliste extérieure à la marque, mais elle ne trouve pas son marché et les pertes atteignent la moitié du chiffre d'affaires. L'activité est rapatriée à Metzingen où les stylistes de la maison vont réussir à sauver le projet en appliquant à la gamme féminine les recettes éprouvées auprès des hommes. Dès l'année suivante, les ventes de Boss Woman augmentent de 60 % et le chiffre d'affaires généré représente 9 % du total de celui de la société. L'entreprise reste associée à la mode masculine, le prêt-à-porter féminin ne représentant que 15 % du chiffre d'affaires lorsque Jason Wu prend la tête de la création.
L'entreprise développe un autre vecteur de croissance avec les chaussures et accessoires de mode. En 1997, la société signe un contrat de licence pour les montres avec la société helvétique Tempus Concept. Une licence est accordée à Safilo pour des lunettes et à Procter & Gamble pour des parfums. En 2008, une licence est accordée à Swarovski pour la fabrication et la distribution de bijoux pour l'homme et la femme. En 2005 est lancée une gamme de cosmétiques masculins, Boss Skin.
En 2007, le groupe britannique Permira lance une OPA sur Hugo Boss et possède 82% des parts.
Depuis 2003, la marque s'affiche dans la course au large en parrainant sept 60 pieds IMOCA qui portent le nom Hugo Boss et sont confiés au skipper Alex Thomson jusqu'en 2021.
En 2004, l'entreprise ouvre un magasin sur l'avenue des Champs-Élysées, puis en 2006 rue Saint-Honoré à Paris. En juin 2012, le point de vente des Champs-Élysées est totalement rénové afin d'accueillir les cinq collections de la marque, rapidement suivi du magasin de Shanghai.

### Après 2008
En 2009, Hugo Boss a ouvert des sites de vente en ligne pour l'Allemagne, la France, les Pays-Bas et le Royaume-Uni.
Depuis sa création, les défilés Hugo Boss boudent Paris et Milan, mais préfèrent des villes comme Shanghaï et Mexico. En janvier 2009, le défilé de la marque Hugo Boss a été présenté pour la première fois à Paris.
Le designer allemand Ingo Wilts a assuré la direction artistique de Boss Black depuis 2002, Boss Selection depuis 2004 et Boss Green jusqu'en juin 2009. Il est remplacé par Kevin Lobo.
En juin 2013, Jason Wu est nommé à la direction artistique de la collection Boss femme. Il explore le portfolio de la marque tout en maintenant le ton conservateur qui caractérise les créations de la maison.
À partir de 2016 le groupe a annoncé ne plus vouloir utiliser de fourrure animale.
En 2016, avec un bénéfice en baisse de 13% et un chiffre d'affaires en baisse de 4%, l'entreprise décide de fermer une vingtaine de boutiques dans le monde.
En 2020, Hugo Boss voit ses recettes trimestrielles chuter de 24% et des ventes en baisse de 21%. Au même moment ses ventes en Chine augmentent de 27% et sa vente en ligne augmente de 66%.
Mark Langer quitte le conseil d'administration en 2020, en gardant une activité de consultant. En 2021, le groupe nomme un nouveau directeur des ventes, Olivier Timm, et Daniel Grieder comme nouveau directeur général, tous deux issus de l'entreprise Tommy Hilfiger.

## Actionnaires
Liste des principaux actionnaires en août 2023.
| Zignago Holding                   | 9,03% |
| PFC                               | 5,77% |
| Janus Hederson Investors          | 4,00% |
| Parsifal Capital Management       | 2,92% |
| Vanguard Group                    | 2,86% |
| Norges Bank Investment Management | 2,64% |
| Frasers Group                     | 2,62% |
| Capital Research & Management     | 1,85% |
| Varenne Capital Partners SAS      | 1,50% |

## Structure du groupe
Hugo Boss Group, qui rassemble 51 sociétés filiales locales, est dirigé par la société mère de droit allemand Hugo Boss AG (Aktien Gesellschaft ou société anonyme), responsable de la création, de la stratégie, des finances, du réseau de vente, de la gestion du risque et des décisions opérationnelles.

## Marques

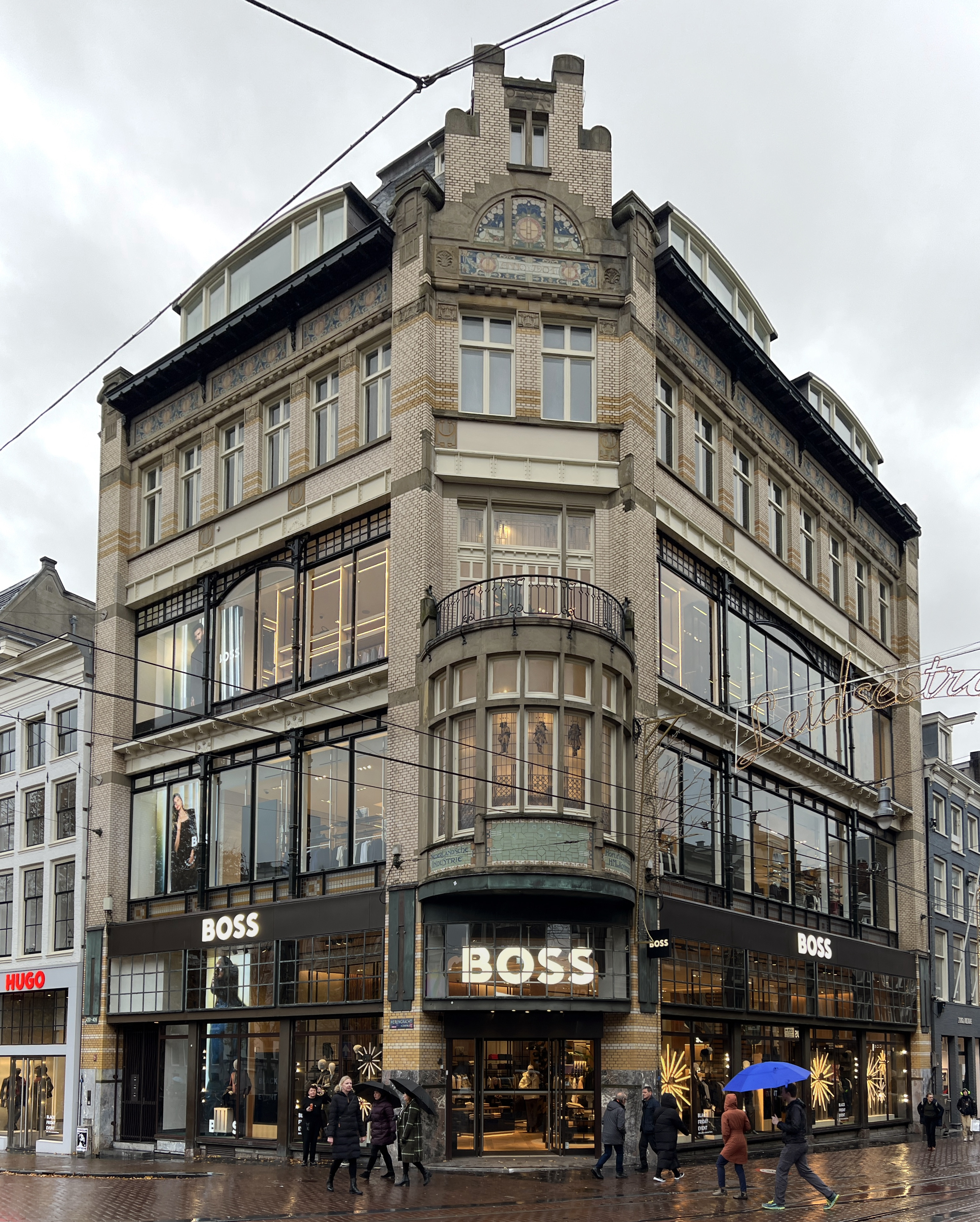
Une boutique BOSS à Amsterdam. Sur la gauche, une boutique HUGO est également visible.

Hugo Boss rassemble quatre lignes « hommes » et quatre « femmes » (ainsi que trois lignes « enfants » sous licence) sous deux marques distinctes : BOSS et HUGO.
Depuis le printemps 2009, Hugo Boss commercialise une collection de prêt-à-porter pour enfants de 0 à 16 ans, conçue et fabriquée sous licence par Children Worldwide Fashion (CWF), filiale du fonds d'investissement Invus (groupe Artal), et leader européen de la mode enfant haut-de-gamme et de luxe sous licence. Localisée aux Herbiers en Vendée, CWF assure l'ensemble des processus de création, production et distribution.
Les collections varient selon les pays, et les produits disponibles sont pour la plupart différents d'un pays à l'autre, rendant certains vêtements exclusifs à tel ou tel territoire.
- BOSS Black (initialement BOSS sélection de 2004 à 2012)[33] - Ligne principale, classique et élégante, pour l'homme et la femme
- BOSS Green (depuis 2004, initialement Hugo Boss Golf, 1998) - Ligne sportive inspirée du golf, pour l'homme
- BOSS Orange (depuis 1999) - Ligne sportswear décontractée, pour l'homme et la femme.
- HUGO (depuis 1993)[34] - Ligne créateur, pour l'homme et la femme, sous la direction artistique freelance du designer belge Bruno Pieters depuis 2007.
- BOSS Kidswear - Collection enfant composée de 3 lignes : Premium, Lifestyle et Sport, lancée en 2009.
- BOSS Sélection - Ligne de luxe, pour l'homme. Pour la collection l'automne-hiver 2009-2010, le groupe commercialise de costumes et chemises sur mesure Tailored Line fabriqués artisanalement à Metzingen et en Italie pour certains accessoires.
- À ces collections textiles s'ajoutent des chaussures et des accessoires de cuir. Des produits sous licence, tels que parfums, cosmétiques, montres et lunettes, complètent la gamme de produits. Les montres et lunettes font l'objet de renouvellements très réguliers, alors que les parfums perdurent dans le temps.

En 2008, une collection de bijoux a été lancée sous licence de la filiale Amazar du groupe Swarovski.
Depuis la fin de 2008, l'entreprise commercialise des téléphones portables et leurs accessoires, réalisés en collaboration avec Samsung Electronics.

## Parfums et produits d'hygiène
En 1984, les frères Holy attribuent la licence des parfums Hugo Boss à la marque américaine Procter & Gamble, plus particulièrement à sa division P&G Beauté.

## Employés et usines
En 2009, le groupe employait 8 843 personnes (4 043 emplois industriels, 4 800 administratifs et commerciaux). Fin 2015, on compte près de 13 700 employés.
Hugo Boss possède ses propres usines, à Izmir en Turquie où plus de 3 000 personnes sont employées, à Radom en Pologne et Morrovalle en Italie. Un atelier est conservé à Metzingen en Allemagne où 300 couturières coupent et cousent 140 000 pièces pour la création des prototypes, des échantillons et la réalisation de petites séries.
La société fait travailler de nombreux sous-traitants dans une quarantaine de pays. La république populaire de Chine produit pour la marque depuis 2005 et représentait en 2006 3 à 4 % de la production.
Plus de trente millions de vêtements étiquetés Hugo Boss sont vendus chaque année à travers le monde dont 1 costume sur 6 en moyenne.
En 2010, Hugo Boss ferme son usine de Cleveland dans l’Ohio et licencie 300 personnes. Cette fermeture est motivée par la société par « un manque de capacité d’utilisation et de compétitivité de l’usine » et délocalise sa production en Turquie.

## Art contemporain
En 1996 est créé le prix Hugo Boss pour l'art contemporain.

## Controverses
En 2015, l'entreprise est jugée coupable du décès d'un enfant, à la suite de la chute d'un miroir en 2013 dans l'une de ses boutiques. L'amende s'élève à 1,2 million £.
En 2014, la maison de disque Young Turks, qui produit le groupe The xx, a accusé Hugo Boss de plagiat pour l'une de ses publicités. À la suite de ces accusations, l'entreprise a retiré sa vidéo.